# Nebate
Nebate, natural de Zereda, foi o pai de Jeroboão I, primeiro Rei de Israel após a divisão das 12 tribos.
Jeroboão era filho de Nebate, da tribo de Efraim, e de Zerua; quando da revolta de Jeroboão contra Salomão, Zerua era viúva.
Jeroboão:Ampliador - que o povo se multiplique.
Nebate hebraico: aspecto - aparência.
Zerua: hebraico: leproso.
Zereda:hebraico: refrigerante, fresquidão.